# بعد از آن (فیلم ۲۰۱۲)
بعد از آن (به انگلیسی: After) یک فیلم سینمایی آمریکایی دلهره‌آور و فیلم‌فانتزی محصول سال ۲۰۱۲ به نویسندگی و کارگردانی مایکل دبلیو اسمیت با بازی استیون استریت و کارولینا ویدرا است. این فیلم اولین بار در چهل و سومین جشنواره سالانه فیلم نشویل در ۱۹ آوریل ۲۰۱۲ به نمایش درآمد.

## تولید
فیلمبرداری اصلی در دسامبر ۲۰۱۰ در بیرمنگام و دکاتور، آلاباما انجام شد.